# Province de La Convención
La province de La Convención (en espagnol : Provincia de La Convención) est l'une des treize provinces de la région de Cuzco, au sud du Pérou. Son chef-lieu est la ville de Quillabamba.

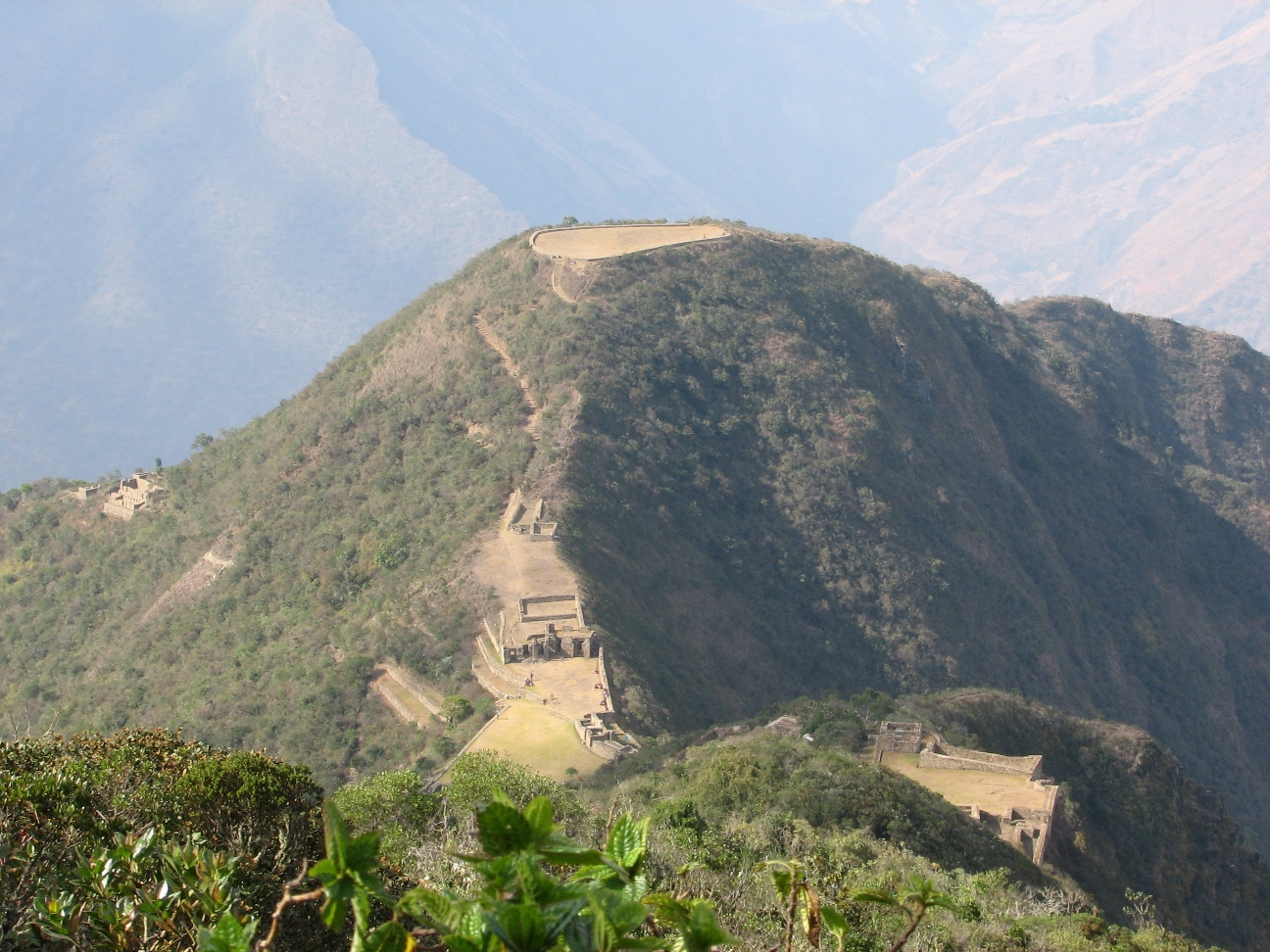
Choquequirao, une ruine inca

## Géographie
La province couvre une superficie de 30 061,82 km2, soit 41,7 pour cent de la région de Cuzco. Elle est limitée au nord par la région de Junín et la région d'Ucayali, à l'est par la région de Madre de Dios, au sud par les provinces d'Anta, Calca et Urubamba, et à l'ouest par la région d'Ayacucho et la région d'Apurímac.

## Population
La population de la province s'élevait à 165 415 habitants en 2005.

## Subdivisions
La province de La Convención est divisée en dix-huit districts :
- Cielopunco
- Echarate
- Huayopata
- Inkawasi
- Kimbiri
- Kumpirushiato
- Manitea
- Maranura
- Megantoni
- Ocobamba
- Pichari
- Quelloúno
- Santa Ana
- Santa Teresa
- Unión Asháninca
- Vilcabamba
- Villa Kintiarina
- Villa Virgen